# Caterina Magni
Pour les articles homonymes, voir Magni (homonymie).
Caterina Magni, née en 1966 en Italie, est une archéologue et anthropologue franco-italienne, spécialiste de la civilisation olmèque. Elle a été maître de conférences habilitée à diriger des recherches (HDR) à l'université Paris-Sorbonne, où elle a enseigné l’archéologie préhispanique.

## Formation
Caterina Magni fait des études d'histoire de l'art et d'archéologie à Paris et se spécialise en anthropologie américaniste. Passionnée par le passé et le présent du continent américain, elle y séjourne à plusieurs reprises, en orientant ses recherches vers l'art et les croyances religieuses du Mexique. 
Elle a suivi une formation universitaire en archéologie et histoire de l’art à l'université Paris-Sorbonne. En 1994, elle a soutenu une thèse en anthropologie sociale et ethnologie sur l’iconographie olmèque du Mexique, à l’École des hautes études en sciences sociales (EHESS), sous la direction de Michel Perrin. 

## Enseignement et recherche
De 1996 à 2000, elle a occupé un poste de maître de conférences à l’université Toulouse-Jean-Jaurès, où elle a dispensé un enseignement en archéologie pré-colombienne, en ethnologie et en histoire de l’art des Temps modernes. 
Elle a été membre de la Société des américanistes de 1993 à 2000, de la Société archéologique du Midi de la France (SAMF) de 1996 à 1999, du Conseil scientifique pour le « pôle Amérique » du ministère des Affaires étrangères de 2004 à 2008, ainsi que du Groupe de recherches sur l'Amérique latine (GRAL).
Entre 2001 et 2016, elle a enseigné l’archéologie de la Mésoamérique à l’université Paris-Sorbonne.

### Publications
Elle est l'auteur de plusieurs articles sur l'iconographie olmèque et de trois monographies sur la civilisation olmèque :
- Archéologie du Mexique : les Olmèques, Caterina Magni, Éd. Artcom', 1999,  (ISBN 2-912741-24-6), 125 p.
- Les Olmèques. Des origines au mythe, Caterina Magni, Seuil, 2003,  (ISBN 2-02-054991-3), 432 p.
- Les Olmèques. La genèse de l'écriture en Méso-Amérique, Errance, 2014,  (ISBN 2-87-772543-X), 368 p., ill.